# Nekrolog 1670
Nekrolog
◄◄
| ◄
| 1666
| 1667
| 1668
| 1669
| 1670 | 1671 | 1672 | 1673 | 1674 | ► | ►►
Weitere Ereignisse | Allgemeiner Nekrolog 1670
Die Beschreibung der verstorbenen Person sollte so kurz wie möglich gehalten sein und nur deren signifikante Tätigkeit(en) enthalten.
Neue Namen ggf. auch unter dem Geburts- und Sterbedatum, also etwa unter 1. Januar und im Geburts- und Sterbejahr (2024) eintragen (nur bei entsprechender großer Wichtigkeit). Für Beispiele siehe die schon vorhandenen Artikel.
Außerdem über die fünf zuletzt Verstorbenen, zu denen es einen ausreichend guten Artikel für eine Präsentation auf der Hauptseite gibt, nach der todesbedingten Überarbeitung der Artikel ggf. auch unter Wikipedia Diskussion:Hauptseite informieren und sie am besten auch in den anderen Wikipedia-Sprachversionen eintragen. Tipp: Regelmäßig bei news.google.de nach „ist tot“, „gestorben“ oder „verstorben“ suchen.
Wenn eine Person gestorben ist, gibt es viele Seiten zu dieser Person in der Wikipedia, die davon auch betroffen sind und entsprechend aktualisiert werden müssen. Beispiele: Namenübersichtsseite, Geburtsjahr, Geburtsort-Seiten und viele mehr.
Wie finde ich die betroffenen Seiten?
Im Suchfeld auf der linken Seite gibt man den Suchbegriff so ein: „Vorname Nachname“. Dann klickt man auf Volltext und alle Seiten mit entsprechendem Suchtext werden aufgerufen. Hier sieht man dann schnell, wo auch das Todesjahr Sinn macht oder sogar ein Teil des Artikels angepasst werden muss. Auch hilft das „Werkzeug“ auf der linken Seite sehr gut, um solche Seiten aufzufinden: „Links auf diese Seite“. Somit ist die Wikipedia wieder aktuell in allen Bereichen! Hinweis: bei Eintragung der Kategorie „Gestorben JAHR“ wird der Missbrauchsfilter 49 ausgelöst, was jedoch nicht schlimm ist. Siehe: Spezial:Missbrauchsfilter/49
Dies ist eine Liste von im Jahr 1670 verstorbenen bekannten Persönlichkeiten. Die Einträge erfolgen innerhalb der einzelnen Daten alphabetisch sortiert. Tiere sind im Nekrolog für Tiere zu finden.

## Januar
| Tag        | Name                               | Beruf, bekannt als                                                 | Alter | Beleg |
| ---------- | ---------------------------------- | ------------------------------------------------------------------ | ----- | ----- |
| 3. Januar  | George Monck, 1. Duke of Albemarle | englischer General und Admiral                                     | 61    |       |
| 6. Januar  | Karl von Sezze                     | italienischer Mönch, Mystiker und Heiliger der katholischen Kirche | 56    |       |
| 6. Januar  | Crispin de Passe der Jüngere       | niederländischer Zeichner und Kupferstecher                        |       |       |
| 9. Januar  | Franz Vigil von Spaur und Valör    | Bischof von Chiemsee                                               | 61    |       |
| 10. Januar | Jürgen Schrötteringk               | deutscher Kaufmann und Hamburger Oberalter                         | 47    |       |
| 13. Januar | Gregorius Stannarius               | deutscher Geistlicher, Theologe und Philosoph                      | 60    |       |
| 14. Januar | Philippe Spinola von Bruay         | Offizier in spanischen Diensten                                    |       |       |
| 17. Januar | Raphaël Lévy                       | Opfer eines antisemitischen Justizmordes                           |       |       |
| 19. Januar | Giovan Battista Nicolosi           | italienischer Geograph und Kartograph                              | 59    |       |
| 21. Januar | Claude Duval                       | französischstämmiger Raubritter                                    |       |       |
| 21. Januar | Honorat de Racan                   | französischer Schriftsteller und Übersetzer                        | 80    |       |
| 25. Januar | Nikolaus II.                       | Bischof von Toul und Kardinal, Herzog von Lothringen und Bar       | 60    |       |
| 31. Januar | Daniel Beckher der Jüngere         | deutscher Mediziner                                                | 43    |       |
| 31. Januar | Hans Hautsch                       | deutscher Zirkelschmied                                            | 75    |       |

## Februar
| Tag         | Name                   | Beruf, bekannt als                               | Alter | Beleg |
| ----------- | ---------------------- | ------------------------------------------------ | ----- | ----- |
| 1. Februar  | René Potier de Tresmes | französischer Hochadliger, Militär und Politiker |       |       |
| 1. Februar  | Claude Vaussin         | Generalabt des Zisterzienserordens               |       |       |
| 9. Februar  | Friedrich III.         | König von Dänemark und Norwegen                  | 60    |       |
| 12. Februar | Niklaus Dachselhofer   | Schultheiss der Stadt Bern                       | 74    |       |
| 22. Februar | Johanna Maria Bonomo   | römisch-katholische Äbtissin und Mystikerin      | 63    |       |

## März
| Tag      | Name                   | Beruf, bekannt als                        | Alter | Beleg |
| -------- | ---------------------- | ----------------------------------------- | ----- | ----- |
| 4. März  | Hermann Dücker         | kurfürstlicher Verwaltungsbeamter         |       |       |
| 16. März | Johann Rudolph Glauber | Apotheker und Chemiker                    | 66    |       |
| 17. März | Francesco Caetani      | italienischer Titularerzbischof           |       |       |
| 20. März | Jakob III. Balthasar   | deutscher Theologe                        | 75    |       |
| 25. März | Valentin von Loienfels | deutscher Jurist in schwedischen Diensten | 42    | #     |

## April
| Tag       | Name                           | Beruf, bekannt als                    | Alter | Beleg |
| --------- | ------------------------------ | ------------------------------------- | ----- | ----- |
| 12. April | Scipione Pannocchieschi d’Elci | italienischer Erzbischof und Kardinal | 71    |       |
| 23. April | Loreto Vittori                 | italienischer Kastrat und Komponist   |       |       |
| 28. April | Jesson Quinart                 | französischer Komponist und Kanoniker |       |       |
| 30. April | Johannes Francke               | deutscher Jurist                      | 45    |       |

## Mai
| Tag     | Name                                       | Beruf, bekannt als                                            | Alter | Beleg |
| ------- | ------------------------------------------ | ------------------------------------------------------------- | ----- | ----- |
| 5. Mai  | François-Annibal d’Estrées                 | französischer Diplomat und Militär, Marschall von Frankreich  |       |       |
| 10. Mai | Claude Vignon                              | französischer Maler                                           | 76    |       |
| 19. Mai | Ferdinando Ughelli                         | italienischer Zisterzienserabt und Kirchenhistoriker          | 74    |       |
| 21. Mai | Johan Picardt                              | deutsch-niederländischer Pastor, Mediziner und Schriftsteller | 70    |       |
| 21. Mai | Giovanni Andrea Sirani                     | italienischer Maler                                           | 59    |       |
| 21. Mai | Nicolaus Zucchius                          | italienischer Astronom und Physiker                           | 83    |       |
| 22. Mai | August Erich                               | deutscher Porträtmaler und Ratsherr                           | 78    |       |
| 23. Mai | Ferdinando II. de’ Medici                  | Großherzog der Toskana                                        | 59    |       |
| 28. Mai | Peter Lütkens                              | deutscher Jurist, Ratsherr und Bürgermeister von Hamburg      |       |       |
| 30. Mai | John Davenport                             | neuenglischer Führer der Puritanergeneration                  | 73    |       |
| 31. Mai | Joceline Percy, 11. Earl of Northumberland | englischer Adliger                                            | 25    |       |

## Juni
| Tag      | Name                                    | Beruf, bekannt als                                        | Alter | Beleg |
| -------- | --------------------------------------- | --------------------------------------------------------- | ----- | ----- |
| 3. Juni  | Johann Bahr                             | deutscher Organist und Komponist                          |       |       |
| 3. Juni  | Hieronymus Kromayer                     | deutscher lutherischer Theologe                           | 60    |       |
| 7. Juni  | Johann Ulrich Dobrzenski von Dobrzeniec | kurbrandenburgischer Diplomat                             | 46    |       |
| 8. Juni  | Georg Heinrich von Bernstein            | deutscher Domdechant in Magdeburg und Domherr in Naumburg |       |       |
| 12. Juni | Sultan Hasanuddin                       | indonesischer Freiheitskämpfer auf Sulawesi               | 39    |       |
| 12. Juni | Baltzer von Zülow                       | schwedischer Major im Dreißigjährigen Krieg               | 71    |       |
| 14. Juni | Quirinus Schacher                       | deutscher Rechtswissenschaftler                           | 72    |       |
| 15. Juni | Louis Leramberg                         | französischer Bildhauer                                   |       |       |
| 19. Juni | Samuel Przypkowski                      | polnischer unitarischer Staatsmann und Schriftsteller     |       |       |
| 22. Juni | Erdmuthe Sophie von Sachsen             | Markgräfin von Brandenburg-Bayreuth                       | 26    |       |
| 25. Juni | Lorenz von der Linde                    | schwedischer Feldmarschall                                | 59    |       |
| 28. Juni | Hendrik Martensz. Sorgh                 | niederländischer Maler                                    |       |       |
| 30. Juni | Friedrich                               | Fürst von Anhalt-Harzgerode                               | 56    |       |
| 30. Juni | Henrietta Anne Stuart                   | Prinzessin von England, durch Heirat Herzogin von Orléans | 26    |       |

## Juli
| Tag      | Name                               | Beruf, bekannt als                                      | Alter | Beleg |
| -------- | ---------------------------------- | ------------------------------------------------------- | ----- | ----- |
| 14. Juli | Willem Godschalck van Focquenbroch | niederländischer Dichter und Dramatiker                 |       |       |
| 18. Juli | Giuseppe Allevi                    | italienischer Komponist der Frühbarock                  |       |       |
| 22. Juli | Burchard Müller von der Lühne      | schwedischer General und Stadtkommandant von Greifswald | 66    |       |
| 29. Juli | Vincenzo Amato                     | italienischer Kapellmeister und Komponist des Barock    | 41    |       |
| Juli     | Abraham Diepraem                   | niederländischer Maler                                  |       |       |

## August
| Tag        | Name                 | Beruf, bekannt als                                                           | Alter | Beleg |
| ---------- | -------------------- | ---------------------------------------------------------------------------- | ----- | ----- |
| 3. August  | Noël de Bullion      | Französischer Adliger und Magistrat.                                         |       |       |
| 4. August  | Adolph Borcken       | Benediktiner, Reichsabt von Werden                                           |       | [ 1 ] |
| 7. August  | Maurus von Trauner   | deutscher Benediktiner und Abt                                               |       |       |
| 14. August | David Mevius         | deutscher Jurist                                                             | 60    |       |
| 15. August | Benedikt Bahr        | deutscher Pädagoge, später auch Jurist und Ratsherr der Hansestadt Stralsund |       |       |
| 19. August | Georg Otto von Bonin | preußischer Staatsmann und deutscher Dichter                                 | 57    |       |
| 20. August | Bartholomäus Dietwar | fränkischer Pfarrer und Autor                                                | 78    |       |
| 20. August | Karl zu Mecklenburg  | Herzog zu Mecklenburg, Domherr zu Straßburg                                  | 44    |       |
| 24. August | William Neile        | englischer Mathematiker                                                      | 32    |       |

## September
| Tag           | Name                         | Beruf, bekannt als                                                             | Alter | Beleg |
| ------------- | ---------------------------- | ------------------------------------------------------------------------------ | ----- | ----- |
| 6. September  | Cai von Ahlefeldt            | Diplomat und General                                                           | 79    |       |
| 16. September | William Penn                 | englischer Admiral                                                             | 49    |       |
| 21. September | Reinier van Tzum             | friesischer Kaufmann in Diensten der Niederländischen Ostindien-Kompanie (VOC) |       |       |
| 24. September | Gideon Ehrlich von Ehrnfeldt | böhmischer Adeliger, Herrschaftshauptmann                                      |       |       |
| 28. September | Louise Juliane von Erbach    | deutsche Autorin                                                               |       |       |
| 28. September | Alexander Morus              | schottisch-französischer evangelischer Geistlicher                             | 54    |       |

## Oktober
| Tag         | Name                  | Beruf, bekannt als                   | Alter | Beleg |
| ----------- | --------------------- | ------------------------------------ | ----- | ----- |
| 11. Oktober | Louis Le Vau          | französischer Baumeister in Paris    |       |       |
| 12. Oktober | James Thynne          | englischer Adliger und Politiker     |       |       |
| 22. Oktober | Friedrich Buchmann    | Schweizer Bürgermeister              | 74    |       |
| 28. Oktober | Johann Ulrich Rümelin | deutscher Jurist und Hochschullehrer | 88    |       |
| 31. Oktober | Georg Colbe           | deutscher lutherischer Geistlicher   | 76    |       |
| Oktober     | Salomon van Ruysdael  | holländischer Maler                  |       |       |

## November
| Tag          | Name                      | Beruf, bekannt als                                      | Alter | Beleg |
| ------------ | ------------------------- | ------------------------------------------------------- | ----- | ----- |
| 8. November  | Emanuel                   | Fürst von Anhalt-Plötzkau, Fürst von Anhalt-Köthen      | 39    |       |
| 10. November | Georgius Hornius          | deutscher Historiker, Geograf, Theologe und Professor   |       |       |
| 15. November | Johann Amos Comenius      | Philosoph, Theologe und Pädagoge                        | 78    |       |
| 21. November | Wilhelm VII.              | deutscher Adliger                                       | 19    |       |
| 22. November | Sophie von Hessen-Kassel  | Gräfin zu Schaumburg-Lippe                              | 55    |       |
| 25. November | Johann Melchior Steinberg | reformierter Theologe, Geistlicher und Hochschullehrer. | 45    |       |

## Dezember
| Tag          | Name                       | Beruf, bekannt als                  | Alter | Beleg |
| ------------ | -------------------------- | ----------------------------------- | ----- | ----- |
| 4. Dezember  | Emilie von Oldenburg       | Regentin von Schwarzburg-Rudolstadt | 56    |       |
| 4. Dezember  | Stephan II. Thököly        | ungarischer Graf                    | 47    |       |
| 14. Dezember | Aljona Arsamasskaja        | russische Freiheitskämpferin        |       |       |
| 16. Dezember | Bartholomeus van der Helst | niederländischer Maler              |       |       |
| 17. Dezember | Luigi Pappacoda            | Bischof von Lecce                   | 75    |       |
| Dezember     | William Byam               | Gouverneur von Suriname             | 47    |       |

## Datum unbekannt
| Tag | Name                    | Beruf, bekannt als                                         | Alter | Beleg |
| --- | ----------------------- | ---------------------------------------------------------- | ----- | ----- |
|     | Daniel von Arentsschild | deutscher Beamter in der sogenannten Schwedenzeit          |       |       |
|     | Asenath Barzani         | kurdische Rabbinerin                                       |       |       |
|     | Fatma Sultan            | osmanische Prinzessin                                      |       |       |
|     | Hans Hamelau            | Hamburger Baumeister                                       |       |       |
|     | Nicolaus Hasse          | deutscher Komponist                                        |       |       |
|     | Heinrich Kerkring       | Ratsherr der Hansestadt Lübeck                             |       |       |
|     | Sigismundus Lauxmin     | litauischer Philosoph, Rhetoriker und Musikwissenschaftler |       |       |
|     | Rasmus Magnussen        | Färöer                                                     |       |       |
|     | Juan de Pareja          | spanischer Maler                                           |       |       |
|     | Ryōkei Shōsen           | buddhistischer Mönch der Frühzeit des Ōbaku-Zen            |       |       |
|     | Johann Schaper          | deutscher Glas- und Fayencenmaler des Barock               |       |       |
|     | Johann Serro            | deutsch-schweizerischer Baumeister                         |       |       |
|     | Ernst Sonnemann         | deutscher evangelischer Pastor Kirchenlieddichter          |       |       |
|     | Samuel de Sorbière      | französischer Gelehrter und Arzt                           |       |       |
|     | Andreas Weiß            | deutscher Orgelbauer                                       |       |       |
|     | Franz Wulfhagen         | deutscher Maler                                            |       |       |